# Raphaël Feigelson
Pour les articles homonymes, voir Feigelson.
Raphaël Feigelson, né le 17 février 1926 à Paris et mort dans cette même ville le 1er avril 2021,, est un résistant français. Évadé d'Auschwitz le 21 ou le 22 janvier 1945, il rencontre une unité de l'Armée rouge qu'il persuade d'aller rapidement libérer ce camp d’extermination.

## Biographie

### Origine et jeunesse
Ses parents, Pinkos et Luba, sont des juifs d'origine lituanienne venus de Vilna. Sa mère est presque aveugle et son père tient un magasin de machines à coudre dans le 5e arrondissement de Paris,. En 1940, Raphaël est élève au lycée Lavoisier,.

### Résistance
Dès la défaite, son père prend au sérieux la menace nazie. Si la famille Feigelson se fait recenser comme juifs en octobre 1940, c'est pour ne pas attirer l'attention des autorités. Dans la clandestinité, Pinkos fait distribuer dans les boîtes à lettres du quartier, par son épouse et son fils, des tracts manuscrits du groupuscule DAVID (Direction de l'Armée des Volontaires Israélites de Défense). Raphaël assiste également à la manifestation du 11 novembre 1940 aux Champs-Élysées.
La boutique de son père est identifiée par un placard sur sa vitrine comme une entreprise juive. Malgré cela ou à cause de cela, elle continue de servir de boîte aux lettres à plusieurs réseaux de résistance. Au printemps 1942, un client y dépose un poste émetteur-récepteur dissimulé dans un coffret de machine à coudre. Étant suivi par des agents de la Gestapo, ce client et Pinkos sont alors arrêtés. Ce dernier est condamné à 3 ans d'incarcération mais, à la suite d'une erreur administrative, le greffier de la prison comprend que la condamnation n'est que de 3 mois. Pinkos est donc vite relâché et se cachera dans son appartement jusqu'à la Libération de Paris.
Dans l'intervalle, Raphaël comprend vite qu'il peut être arrêté à tout moment et parvient à gagner Lyon puis Toulouse, où il devient pensionnaire rue des Récollets. Il est alors élève à l'école primaire supérieure du lycée Marcelin Berthelot. À Toulouse, il prend, très jeune, la direction de l'Union de la jeunesse juive (UJJ), mouvement de la gauche juive proche du parti communiste qui fait partie des Forces unies de la jeunesse patriotique (FUJP). Il enrôle dans la Résistance de nombreux combattants.
Après l'arrestation d'un de ses compagnons, il est arrêté à son tour le 29 mai 1944 et torturé. Il déclare ne pas avoir parlé car le choc électrique dû à la gégène l'aurait rendu amnésique. Il est déporté de Drancy pour Auschwitz le 31 juillet 1944 par le convoi 77.

### Auschwitz
À Auschwitz qu'il décrit comme un « enfer » dont on ne peut « sortir que par une cheminée », il est tatoué avec le numéro B3747 et affecté à divers kommandos. Il parvient cependant à rejoindre une organisation de résistance.
Les SS commencent à évacuer le camp le 17 janvier 1945, entraînant des milliers de déportés dans les marches de la mort. Les résistants reçoivent l'ordre de se cacher. Le 21 janvier, alors que les SS arrivent pour raser le site, les résistants, dont Feigelson, réussissent à s'évader et marchent à la rencontre des troupes soviétiques. Ils sont arrêtés le 24 ou le 25 janvier par l'Armée rouge, qui les prend pour des espions et qu'ils s'apprêtent à fusiller. Feigelson a la chance de tomber sur Anatoly Shapiro (en), un officier juif qui comprend le yiddish, auquel il raconte Auschwitz et qu'il persuade de marcher vers ce camp. Feigelson retourne donc à Auschwitz avec les Soviétiques qui libèrent le camp le 27 janvier 1945. Il « rejoint alors les unités de l'Armée rouge avec lesquelles il participe aux combats et au nettoyage de la région ». Anatoly Shapiro salua bien plus tard sa bravoure.
Raphaël Feigelson peut ensuite regagner la France, en uniforme de l’Armée rouge, à bord d'un bateau anglais qui l'amène d'Odessa à Marseille. Il retrouve ses parents à Paris en avril 1945. Il a alors 19 ans.

## Après-guerre: témoin de la Shoah et écrivain
S'il devient commerçant pour gagner sa vie, il commence, dès l’après-guerre, à témoigner de l’expérience concentrationnaire et à lutter contre l’impunité des criminels nazis. En 1964, il est secrétaire général de l'Amicale des juifs anciens résistants. Il participe à la création en 1971 du Comité national de liaison pour la recherche et le châtiment des criminels de guerre, avant de créer l’association Auschwitz-Birkenau-Monowit, en 1979, pour contrer le discours négationniste. Il est un des premiers responsables associatifs porteur de la mémoire du génocide à évoquer le « devoir de mémoire » en 1991. Il a publié plusieurs ouvrages aux éditions Jean Grassin où il évoque la guerre et l'antisémitisme dont L’Usage de la parole (1964), Le Crime du 15 décembre (1965) préfacé par Vercors, illustré par Jean Amblard et Écrivains juifs de langue française.
Il meurt le 1er avril 2021 à Paris à l'âge de 95 ans.

## Décorations
- Chevalier de la Légion d'honneur (promotion du 8 mai 1975) ;  Officier de la Légion d'honneur (15 avril 2016)[14].
- Médaille de la Résistance française[4].
- Médaille militaire[15].
- Croix de guerre 1939–1945 avec palme[16].
- Médaille des évadés[16].

## Hommage
En février 2024, le Conseil de Paris adopte le projet d'apposition d'une plaque commémorative en hommage à Raphaël Feigelson au 33 rue Lacépède. La plaque est dévoilée au mois de juin 2024.